# Ledin: Just då!
Ledin: Just då! är en dokumentär om rocktågen -91, -92 och -93. Tomas Ledin berättar om sin karriär med Abba, om att bli far och sin hela musikkarriär.